# Кафедра прикладної фізики та фізики плазми ХНУ
Кафедра прикладної фізики та фізики плазми — одна з чотирьох кафедр фізико-технічного факультету ХНУ ім. В. Н. Каразіна. Кафедра готує спеціалістів з фізики плазми, а також забезпечує викладання загальнофізичних предметів на молодших курсах фізико-технічного факультету.
Кафедра була створена 2012 року шляхом об'єднання двох кафедр, фізики плазми (існувала з 1962 року) і загальної та прикладної фізики (існувала з 1969 року). Завідує кафедрою декан фізико-технічного факультету, член-корреспондент НАН України Ігор Олександрович Гірка.

## Історія
Нижче окремо описана історія двох кафедр, які увійшли до складу кафедри прикладної фізики та фізики плазми.

### Кафедра фізики плазми
Викладання фізики плазми в Харківському університеті почалося академіком К. Д. Синельниковим 1957 року, а від 1958 року університет почав неофіційно випускати спеціалістів з фізики плазми.
Офіційно кафедра фізики плазми була створена 25 травня 1962 року. 26 травня 1962 року на спільному засіданні кафедри прискорювачів і щойно створеної кафедри фізики плазми відповідно до наказу ректора ХДУ В. Ф. Лаврушина було визначено склад співробітників нової кафедри. Завідувачем кафедри став Кирило Дмитрович Синельников. На цьому ж засіданні було затверджено перелік лабораторій, що увійшли до кафедри фізики плазми: лабораторії
фізики плазми, електронної оптики, електроніки надвисоких частот, газового розряду.
На час створення кафедри фізика плазми щойно почала бурхливий розвиток у зв'язку з виникненням ідеї керованого термоядерного синтезу, і змінювалась настільки швидко, що викладачам кафедри доводилося розроблювати нові курси та самостійно створювати підручники, щоб встигнути за розвитком науки. В кінці 1962 — на початку 1963 років на кафедрі фізики плазми були затверджені програми курсів лекцій і лабораторних практикумів. Було вирішено проводити підготовку студентів за двома спеціалізаціями — «Фізика плазми» та «Плазмова електроніка». «Лекції з фізики плазми» Синельникова та Руткевича стали одним з перших в СРСР підручників з фізики плазми. Величезну роль у становленні кафедри відігравав плазмовий відділ ХФТІ: він передав кафедрі багато експериментального устаткування для обладнання лабораторій, проводив спільні наукові дослідження з кафедрою, багато співробітників плазмового відділу ХФТІ викладали на кафедрі фізики плазми. Одночасно ХФТІ був (і лишається) основним місцем працевлаштування випускників кафедри.
Після смерті академіка Синельникова у 1966 році, кафедру очолив його учень Володимир Тарасович Толок, але на початку 1971 року він мусив покинути кафедру через появу заборони на сумісництво посад. 3 роки обов'язки завідувача виконував Віктор Вікторович Ангелейко, потім посаду завідувача посів Володимир Іванович Муратов.
Влітку 1969 року фізико-технічний факультет переїхав в новий корпус в селищі П'ятихатки, що надало кафедрі можливості для розширення, але водночас створило значні труднощі з переобладнання лабораторій на новому місці.
29 вересня 1979 року на кафедрі фізики плазми була організована Галузева науково-дослідна лабораторія діагностики плазменно-технологічних процесів. 1993 року на її базі була створена кафедра фізичних технологій, яка відокремилася від кафедри фізики плазми (зараз у складі кафедри матеріалів реакторобудування та фізичних технологій). 1988 року на кафедрі була створена лабораторія вакуумно-плазмової технології, 1990 — науково-дослідна лабораторія «Фізика плазмових процесів», 1992 — Науковий фізико-технологічний центр.

### Кафедра загальної та прикладної фізики
Кафедра загальної та прикладної фізики була створена 1969 року. Саме тоді фізико-технічний факультет переїжджав з головного корпусу університету в новий щойно збудований корпус в селищі П'ятихатки, і тепер потребував власної кафедри для викладання курсів загальної фізики, електроніки та інженерної графіки.
Спочатку кафедрою завідував Василій Тимофійович Грицина, потім Анатолій Миколайович Кондратенко, а з 1991 по 1996 рік — Володимир Ілліч Лапшин. 1996 року Лапшин перейшов на посаду генерального директора ХФТІ, а завідувачем кафедри став Ігор Олександрович Гірка. 1996 року на посаду повернувся В. І. Лапшин, а 2006 року — знову І. О. Гірка.

### Кафедра прикладної фізики та фізики плазми
1 вересня 2012 року кафедри фізики плазми й загальної та прикладної фізики були об'єднані в кафедру прикладної фізики та фізики плазми. Завідувачем кафедри став завідувач кафедри загальної та прикладної фізики Ігор Олександрович Гірка.

## Навчальний процес

### Лабораторії
| | |
| - навчальна лабораторія механіки - навчальна лабораторія молекулярної фізики - навчальна лабораторія електрики і магнетизму - навчальна лабораторія оптики і атомної фізики - навчальна лабораторія загальної електроніки - навчальна лабораторія плазмової електроніки - навчальна лабораторія вакууму - навчальна лабораторія фізики НВЧ - навчальна лабораторія сільноточних пучків | - навчальна лабораторія фізики та діагностики плазми - демонстраційний практикум - науково-дослідна лабораторія оптичної спектроскопії кристалів - науково-дослідна лабораторія процесів в плазмі - науково-дослідна лабораторія структурних і люмінесцентних властивостей кристалів - науково-дослідна лабораторія фізики поверхні та фізики тонких плівок - науково-дослідна лабораторія радіаційної електроніки - науково-дослідна лабораторія плазмових технологій - науково-дослідна лабораторія фізики плазмових процесів |

### Предмети, що викладаються за спеціальністю «Фізика плазми»
| | |
| - Плазмохімія - Прилади та техніка експерименту - Фізика газового розряду - Елементарні процеси в плазмі газового розряду - Фізика вакууму - Фізика й техніка надвисоких частот - Фізика пучків заряджених частинок - Діагностика плазми | - Взаємодія плазми з речовиною - Теорія плазмових нестійкостей - Оптика заряджених частинок - Нелінійна динаміка плазми - Плазмова електроніка - Колективні ефекти в плазмі - Колективні методи прискорення заряджених частинок |

## Завідувачі кафедри
| | |
| Кафедра фізики плазми: - Синельников Кирило Дмитрович (1962—1966) - Толок Володимир Тарасович (1966—1971) - Віктор Вікторович Ангелейко (1971—1974, в. о.) - Муратов Володимир Іванович (1974—2012) | Кафедра загальної та прикладної фізики: - Грицина Василь Тимофійович (1979—1981) - Кондратенко Анатолій Миколайович (1981—1990) - Лапшин Володимир Ілліч (1991—1996) - Гірка Ігор Олександрович (1996—1999) - Лапшин Володимир Ілліч (1999—2006) - Гірка Ігор Олександрович (2006—2012) |

Кафедра прикладної фізики та фізики плазми:
- Гірка Ігор Олександрович (з 2012)

## Видатні співробітники

### Академіки
- Азарєнков Микола Олексійович
- Бакай Олександр Степанович
- Синельников Кирило Дмитрович
- Файнберг Яків Борисович
- Гаркуша Ігор Євгенійович

### Члени-кореспонденти НАН України
- Боровик Євген Станіславович
- Карнаухов Іван Михайлович
- Толок Володимир Тарасович
- Солошенко Ігор Олександрович
- Степанов Костянтин Миколайович
- Гірка Ігор Олександрович
- Оніщенко Іван Миколайович

### ЛауреатиДержавних премій України
- 1979 — Муратов Володимир Іванович, Філіпенко Владислав Юхимович, за цикл робіт «Просвітлення плазмових хвильових бар'єрів внаслідок лінійних кінетичних ефектів».
- 2005 — Михайленко Володимир Степанович, «За колективні механізми нагріву та перенесення плазми в тороїдальних магнітних пастках»